# Kommunalwahlen in Niedersachsen 1946
Die Kommunalwahlen im späteren Niedersachsen 1946 fanden am 15. September 1946 (Gemeindewahlen) und am 13. Oktober 1946 (Kreiswahlen) statt. Es waren die ersten demokratischen Kommunalwahlen seit dem Ende der NS-Diktatur.

## Hintergrund
Das Land Niedersachsen wurde erst Dezember 1946 aus den Ländern Land Hannover, Freistaat Braunschweig, Freistaat Oldenburg und Freistaat Schaumburg-Lippe gebildet. Bereits vorher fanden die ersten Kommunalwahlen statt. Die betreffenden Länder waren alle Teil der britischen Besatzungszone, die Wahlen erfolgten nach dem gleichen Wahlrecht.

## Wahlrecht
Die Militärregierung berief einen 17-köpfigen Arbeitsausschuss zur Vorbereitung der Wahlen. Diesem gehörten 11 Beamte, je ein Vertreter von CDU, SPD und KPD, je ein Vertreter der Gewerkschaften und der Arbeitgeberverbände und ein von der Militärregierung ernannter Unabhängiger. Vorsitzender war Gerhard Schröder.
Die Frage des anzuwendenden Wahlrechtes war zwischen Militärregierung und dem Arbeitsausschuss heftig umstritten. Während die Deutschen ein Verhältniswahlrecht anstrebten, bevorzugten die Briten nach eigenem Vorbild ein Mehrheitswahlrecht. Am Ende wurde ein Kompromiss vereinbart, der jedoch deutliche Formen eines Mehrheitswahlrechtes hatte. Danach hatte jeder Wähler so viele Stimmen, wie Vertreter im Wahlbezirk zu wählen waren. Gewählt waren die Kandidaten mit den meisten Stimmen. Ein kleiner Teil der Mandate wurde im Proportionalsystem über Reservelisten verteilt. Daneben sollte jedes Jahr ein Drittel der Gewählten sein Mandat niederlegen und diese Mandate sollten in Ergänzungswahlen neu besetzt werden. Von der Wahl ausgeschlossen waren ehemalige Mitglieder der NSDAP und NS-Organisationen und ehemalige aktive Wehrmachtsoffiziere. Kandidaten bedurften der Genehmigung durch die Militärregierung.

## Die Wahl
Die Wahl war frei und ohne Beanstandungen. Auch die Genehmigung durch die Militärregierung wurden nicht zu einer parteipolitischen Einflussnahme genutzt. Aufgrund des Wahlrechtes kam es bei den Gemeindewahlen (insbesondere bei den kleinen Gemeinden) zu einer starken Überrepräsentanz unabhängiger Kandidaten gegenüber den Parteilisten. Bei den Kreiswahlen war dieser Effekt geringer ausgeprägt, dennoch entfielen auch hier 27,9 % der Stimmen auf „Sonstige“. Wahlsieger wurde die SPD, die bei den Kreiswahlen 42,0 % der Stimmen erhielt, die CDU mit 22,5 % und die FDP mit 7,6 % der Stimmen waren deutlich schwächer. Die Zahl der Wahlberechtigten betrug 3.349.970, die Zahl der Wähler 2.301.070, was einer Wahlbeteiligung von 68,7 % entsprach. Insgesamt wurden 7.258.511 Stimmen abgegeben.

## Folgen
Gemäß dem Wahlergebnis bei den Kommunalwahlen wurden von der Militärregierung ernannte Landtage einberufen. Die
Ernannten Landtage Hannover, Braunschweig, Oldenburg und Lippe gingen mit der Bildung des Landes Niedersachsen in den Ernannten niedersächsischen Landtag über, der mit der Landtagswahl in Niedersachsen 1947 durch den Niedersächsischen Landtag abgelöst wurde.
Das vielfach kritisierte Wahlrecht wurde vom neu gewählten Landtag aufgehoben. Die Kommunalwahlen 1948 wurden nach einem neuen Wahlrecht durchgeführt.